# SMS V 156
SMS V 156 – niemiecki niszczyciel z okresu I wojny światowej, siódma jednostka typu V 150. Po wojnie przeklasyfikowana na torpedowiec. W czasie II wojny światowej okręt pomocniczy. Zatopiony przez załogę w Kilonii 3 maja 1945 roku .